# خوزه مانوئل موریراس
خوزه مانوئل موریراس (انگلیسی: José Manuel Moreiras; ۱۹ سپتامبر ۱۹۷۶ – ۳۰ دسامبر ۲۰۱۹) بازیکن فوتبال اهل آرژانتین بود.
از باشگاه‌هایی که در آن بازی کرده‌است می‌توان به باشگاه فوتبال روساریو سنترال اشاره کرد.